# An Elephant Makes Love to a Pig
An Elephant Makes Love to a Pig is de vijfde aflevering van Comedy Centrals animatieserie South Park. Op de dvd van seizoen 1 noemen Trey Parker en Matt Stone deze aflevering An Elephant Fucks a Pig.

## Verhaal
De jongens staan bij de bushalte te wachten wanneer Cartman ziet dat Stan een blauw oog heeft. Het wordt duidelijk dat Stans zus Shelly hem geslagen heeft en dat hij niet meer weet wat hij moet doen. Kyle heeft ook zo zijn eigen problemen, hij wil graag een nieuw huisdier, een olifant en zijn moeder wil dit niet. Op school geeft Mr. Hat de kinderen les over genetische manipulatie, dit brengt Kyle op het idee om een olifant te kruisen met Cartmans hangbuikzwijn, Fluffy, hij wil op deze manier "hangbuik-olifanten" maken. Een jongen bij hem op school, Terrance (niet de Canadese tekenfilmheld), zegt hem dat hij nog eerder een heel persoon kloont voordat Kyle een hangbuik-olifant maakt. De kloon-oorlog is begonnen.
Mr. Garrison stelt voor om hun klonen tentoon te stellen op de naderende wetenschapsdag. Hij zegt ook dat Kyle de genetische manipulatie boerderij moet gaan bezoeken buiten de stad. Mr. Garrison vraagt Stan dan om even te blijven na de les in verband met zijn blauwe oog. Stan legt uit dat zijn zus het heeft gedaan, Mr. Garrison noemt hem een mietje en stuurt hem naar huis.
Eenmaal thuis slaat Shelly haar broertje weer en gooit hem deze keer ook uit het raam naar buiten, hier staan de jongens Stan op te wachten. Ze gaan op weg naar de "South Park Genetic Engineering Ranch".
Op de boerderij, laat Dr. Alphonse Mephisto ze zijn genetisch gemanipuleerde collectie zien, er zitten ook een paar apen tussen met twee achterwerken. Mephisto legt ze uit dat, zoals het lied van Loverboy zegt, "pig and elephant DNA just won’t splice." Hij steelt dan een bloed monster van Stan en de jongens vluchten.
Terug op school vertelt Terrance hen dat hij al een menselijke voet heeft gekloond. De jongens gaan dan naar Chef met hun probleem, en nadat hij ook begint over Loverboy stelt hij voor om de twee dieren gewoon rustig de liefde te laten bedrijven. Daarna gaat Stan naar huis en wordt hij weer in elkaar geslagen door zijn zus.
Ondertussen op de boerderij hebben Mephisto en zijn assistent Kevin een kloon gemaakt van Stan voor Terrances (Mephisto's zoon) project. De jongens proberen ondertussen om een olifant en een hangbuikzwijn dronken te voeren zodat ze samen "de liefde kunnen bedrijven", het lukt niet totdat Chef een lied van Elton John zingt.
De gekloonde Stan ontsnapt uit de boerderij en gaat naar South Park om daar een flinke chaos te veroorzaken. De jongens vinden de kloon en brengen hem naar Shelly en zetten hem aan om haar te slaan, dit doet hij ook nadat hij het huis helemaal kort en klein heeft geslagen waarbij Kenny ook indirect doodgaat. Mephisto komt dan en schiet de kloon dood. Stan is bang dat hij veel problemen krijgt door wat de kloon allemaal heeft gedaan, Shelly slaat Stan ook nog in elkaar. Kenny wordt ook weer opgegeten door muizen.
Bij de wedstrijd heeft Terrance een vijf achterwerken tellende aap bij maar Kyle heeft niets totdat het zwijntje bevalt van een hangbuikzwijn met een hoofd dat sprekend lijkt op dat van Mr. Garrison, Mr. Garrison geeft Kyle snel de eerste prijs.

## Kenny's dood
Kenny overlijdt als hij door een stoel wordt geraakt die hem in de magnetron gooit. Deze gaat aan en de magnetron kookt hem.

## Trivia
- Dr. Mephisto is mogelijk een boeddhist omdat hij "Oh, thank Buddha I found you boys!" zei.
- Elton Johns lied werd in deze aflevering verzorgd door Isaac Hayes, Johns eerste optreden in South Park is in aflevering 214, Chef Aid.

## Foutjes
- Wanneer je de klas op het laatst voor het eerst ziet is Wendy Testaburger nergens te bekennen, maar als al de kinderen naar de kooi lopen om het zwijntje te bekijken staat ze er wel bij.
- Nadat Kenny officieel overleden is in deze aflevering zien we hem nog wel op het eind in het klaslokaal.
- De eerste prijs zit al op de kooi voordat Mr. Garrison hem er heeft op geplakt.